# Huyayy ibn Akhtab
 (février 2016).
Si vous disposez d'ouvrages ou d'articles de référence ou si vous connaissez des sites web de qualité traitant du thème abordé ici, merci de compléter l'article en donnant les références utiles à sa vérifiabilité et en les liant à la section « Notes et références ».
Huyayy ibn Akhtab (mort en 628) est le chef de la tribu juive des Banu Nadir, et l'un des plus fervents adversaires du prophète Mahomet et de ses compagnons. Il est tué à la bataille de Khaybar.Le biographe de Mahomet, Ibn Hicham le nomme (Ennemi d'Allah).
En 625, la tribu est expulsée de Médine, à cause (selon les sources musulmanes) d'une tentative d'assassinat envers Mahomet, et trouve refuge à Khaybar[réf. nécessaire]. En 627, Huyayy et sa tribu rejoignent la coalition des Quraychites, la poussant à assiéger Médine. Après la bataille de la Tranchée, les musulmans condamnent à l'exécution les hommes de la tribu juive des Banu Qurayza, accusés eux aussi d'avoir tenté de trahir leurs alliés médinois [réf. nécessaire]; parmi eux se trouvent Akhtab et son fils, qui sont également condamnés. Mahomet se retourne ensuite contre la ville de Khaybar, qu'il attaque en 628. À la fin de la bataille, Huyayy ibn Akhtab est exécuté. Sa fille, Safiya bint Houyay devient la onzième épouse de Mahomet, après avoir accepté de se convertir[réf. nécessaire].